# Bakumatta

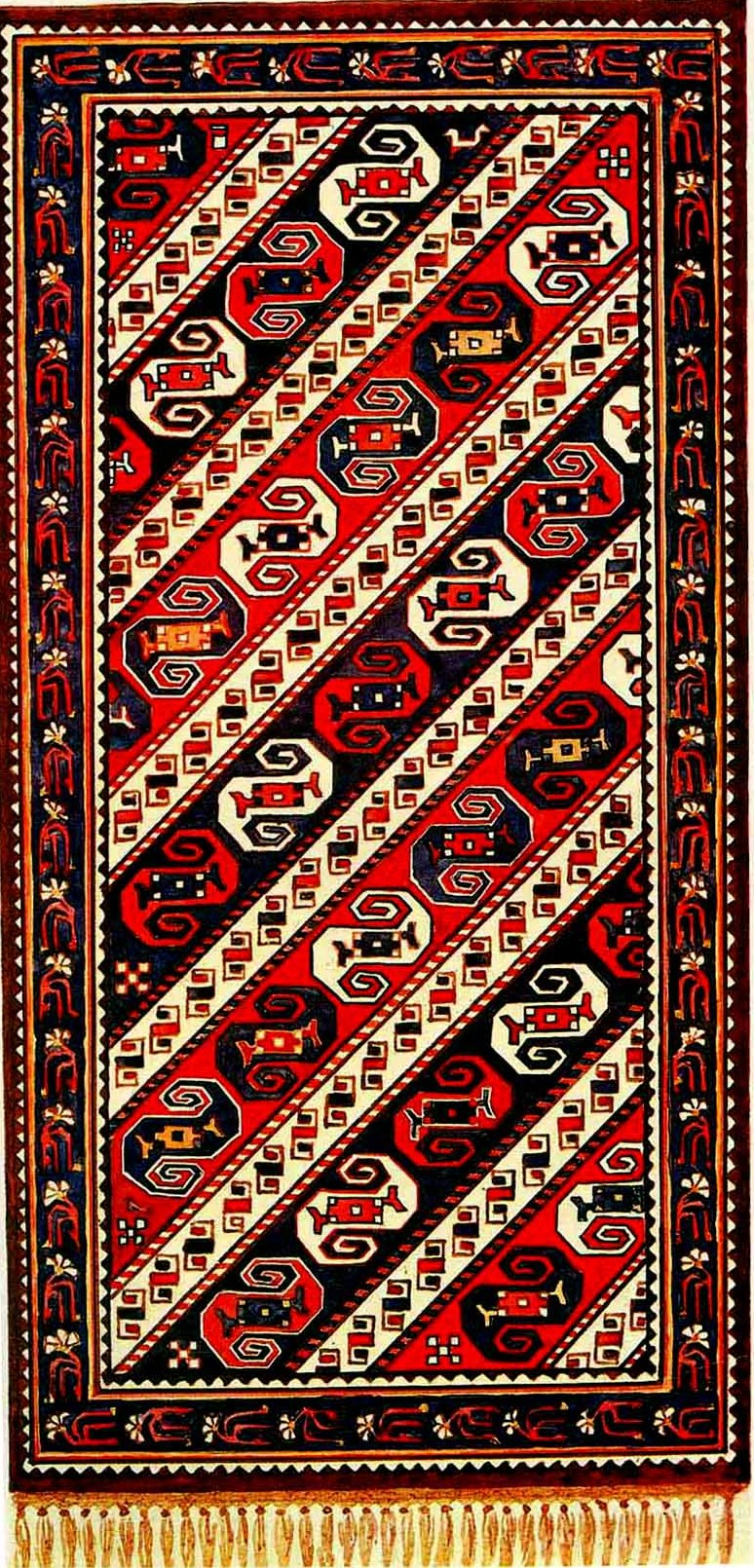
En Bakumatta.

Bakumattor, knyts i och omkring den kaukasiska staden Baku. Mattornas stiliserade flammönster, också kallat "miribota", är ett av de vanligaste mönstren i orientaliska mattor. På mattor från äldre tid är varpen av ull, inslaget ofta av bomull. De är inte särskilt tätt knutna: i regel mellan 100.000 och 150.000 knutar per m².